# 高木祐二
高木 祐二（たかぎ ゆうじ、1959年1月9日 - ）は、島根県出身のプロゴルファー。

## 来歴
1978年にプロ入り。
1980年の日本プロでは2日目に68をマークし、河野高明と並んでの5位タイに入った。
1990年のデサント大阪オープンでは初日に67をマークして3位タイでスタートし、1991年の東海クラシックで佐藤英之と並んでの7位タイに入った。
2000年のマンシングウェアオープン KSBカップでは初日を8アンダー64の首位でスタートし、後楽園カップ（第3回）では井上信と並んでの7位タイに入った。
2001年のPRGR CUP（中部）ではプラヤド・マークセン（タイ王国）、上出裕也と並んでの7位タイ、JGTO iiyama チャレンジ ⅰでは2日間69をマークして加藤仁と並んでの3位タイ、キャスコカップでは6位タイに入った。
2003年にはアイフルチャレンジカップ･スプリングで初日69・最終日68の2日間60台をマークしてサマヌーン・スリロット（タイ）と並んでの8位タイに入り、PGAカップチャレンジトーナメントでは最終日に67をマークして初日35位タイから4位に浮上。キャスコカップでは2度目の2日間60台で横山明仁・原田三夫と並んでの5位タイ、PRGR CUP（関西）では最終日に68をマークして福永和宏・小田龍一・谷口拓也と並んでの10位タイに入った。
2005年の日本オープンを最後にレギュラーツアーから引退。